# Microdon batesi
Microdon batesi är en tvåvingeart som beskrevs av Shannon 1927. Microdon batesi ingår i släktet myrblomflugor, och familjen blomflugor. Inga underarter finns listade i Catalogue of Life.